# Akwa Ibom
Akwa Ibom er en delstat beliggende i Nigerdeltaet i den sydøstlige del af Nigeria. Den blev oprettet i 1987 og var tidligere en del af delstaten Cross River. Hovedstaden hedder Uyo. 

## Afgrænsning og inddeling
Den grænser mod nord og nordvest til delstaten Abia, mod syd til Atlanterhavet, mod sydvest til delstaten Rivers og mod øst til Cross River.
Delstaten er inddelt i 31 Local Government Areas med navnene:  Abak, Eastern Obolo, Eket, Esit-Eket, Essien-Udim, Etim-Ekpo, Etinan, Ibeno, Ibesikpo-Asutan, Ibiono-Ibom, Ika, Ikono, Ikot-Abasi, Ikot-Ekpene, Ini, Itu, Mbo, Mpkat-Enin, Nsit-Atai, Nsit-Ibom, Nsit-Ubuim, Obot-Akara, Okobo, Onna, Oron, Oruk-Anam, Udung-Uko, Ukanafun, Uruan, Urue-Offong-Oruko und Uyo.

## Eksterne kilder og henvisninger
- Delstatens webside

5°0′N 8°0′Ø / 5.000°N 8.000°Ø